# Теме (язык)
Теме (также тема, темме; англ. teme, tema, temme) — адамава-убангийский язык, распространённый в восточных районах Нигерии, язык народа теме. Входит в состав ветви леко-нимбари подсемьи адамава.
Численность носителей — около 4000 человек (1995). Язык бесписьменный.

## Классификация
Согласно классификациям, представленным в справочнике языков мира Ethnologue и в «Большой российской энциклопедии», язык теме вместе с языками генгле, кумба, мумуйе, пангсенг, ранг и вака входит в состав подгруппы мумуйе группы мумуйе-янданг ветви леко-нимбари подсемьи адамава адамава-убангийской семьи.
В классификации Р. Бленча, опубликованной в изданиях The Adamawa Languages и An Atlas of Nigerian Languages, язык теме вместе с языками йенданг, йотти, вака, бали, кпасам, кумба и кугама-генгле (с вариантами кугама и генгле) образуют группу янданг (в терминологии Р. Бленча — йенданг), которая включена в ветвь мумуйе-йенданг подсемьи адамава адамава-убангийской семьи.
В классификации Р. Бленча, опубликованной в базе данных по языкам мира Glottolog, язык теме включается в языковое объединение вака-йенданг-теме, которое вместе с языками бали-кпасам образуют подгруппу янданг в составе группы мумуйе-янданг. Данная группа последовательно включается в следующие языковые объединения: центрально-адамавские языки, камерунско-убангийские языки и северные вольта-конголезские языки. Последние вместе с языками бенуэ-конго, кру, ква вольта-конго и другими образуют объединение вольта-конголезских языков.
По общепринятой ранее классификации Дж. Гринберга 1955 года, язык теме вместе с языками кумба, мумуйе, генгле, уака, йенданг и зинна образуют одну из 14 подгрупп группы адамава адамава-убангийской семьи.

## Лингвогеография

### Ареал и численность
Область распространения языка теме размещена на востоке Нигерии в западной части территории штата Адамава — в районе Майо-Белва (на берегу реки Белва).
Со всех сторон ареал языка теме окружён ареалами близкородственных адамава-убангийских языков: с севера и востока ареал языка теме граничит с областью распространения языка вака, с запада и юга — с областью распространения языка йенданг.
Согласно сведениям, представленным в справочнике языков мира Ethnologue, численность носителей языка теме к 1995 году составляла порядка 4000 человек. По современным оценкам сайта Joshua Project численность говорящих на языке теме составляет 5600 человек (2017).

### Социолингвистические сведения
Несмотря на небольшую численность носителей языка теме, в отношении степени сохранности он относится, согласно данным сайта Ethnologue, к так называемым стабильным, или устойчивым, языкам. Стабильное положение языка теме определяется использованием его в устном бытовом общении представителями всех поколений народа теме, включая детей. Стандартной формы у языка теме нет. В том или ином районе своего расселения носители языка теме также владеют как вторыми близкородственными адамава-убангийскими языками генгле, кумба и йенданг, а также доминирующими в регионах Северной и Восточной Нигерии языками хауса и фула (в форме нигерийский фульфульде). Представители этнической общности теме в основном придерживаются традиционных верований (75 %), часть из них исповедует ислам (20 %) и христианство (5 %).